# Кейт Коул
Кейт Коул (англ. Kate Cole; нар. 19 серпня 1978, Австралія) — австралійська акторка кіно, театру та телебачення. 

## Життєпис
Кейт Коул є однією з засновниць та акторкою театру «Red Stitch Actors», що розташований у Сент-Кілді, передмісті Мельбурну.

## Фільмографія
| Рік       |    | Українська назва             | Оригінальна назва               | Роль            |
| --------- | -- | ---------------------------- | ------------------------------- | --------------- |
| 2017      | с  | Як залишитись у шлюбі        | How to Stay Married             | Ліз             |
| 2017      | с  | Таємниці доктора Блейка      | The Doctor Blake Mysteries      | Барбара Корніш  |
| 2017      | с  | Сім типів неоднозначності    | Seven Types of Ambiguity        | Гелена          |
| 2015      | с  | Розлучення                   | Divorce                         | Гелена          |
| 2012      | тф | Межа                         | The Frontier                    | місіс Тернер    |
| 2011      | ф  | Остання розпродаж            | Final Sale                      | Джен            |
| 2011      | тф | Вбивсто на межі              | Borderline Murder               | Гізер           |
| 2005      | с  | Зла наука                    | Wicked Science                  | неандерталка    |
| 2004      | ф  | Джош Джармен                 | Josh Jarman                     | продавчиня книг |
| 2003      | ф  | Грубі жарти                  | Horseplay                       | офіціянтка      |
| 2002      | с  | Блакитні гілери              | Blue Heelers                    | Лорелай         |
| 2000      | тф | Жінка з псом: Найкращий друг | Dogwoman: A Grrrl's Best Friend | Клер Маккей     |
| 1999—2005 | с  | Сусіди                       | Neighbours                      | Райлі           |
| 1999      | с  | Стінгери                     | Stingers                        | Сьюзі Періс     |

## Премії та номінації
| Рік  | Нагорода                       | Категорія                                | Результат |
| ---- | ------------------------------ | ---------------------------------------- | --------- |
| 2015 | «Сіднейська театральна премія» | Найкраща акторка в незалежній постановці | Перемога  |